# Фильяте (дим)
Филья́те (греч. Δήμος Φιλιατών) — община (дим) в Греции. Административно относится к периферийной единице Теспротия в периферии Эпир. Административный центр — Фильяте. Площадь 587,563 км². Население 7710 человек по переписи 2011 года. Плотность 13,21 человека на квадратный километр. Димархом на местных выборах 2019 года избран Спирос Паппас (греч. Σπύρος Παππάς).
Сообщество Фильяте (Κοινότητα Φιλιατών) создано в 1919 году (ΦΕΚ 184Α). В 1947 году (ΦΕΚ 31Α) создана община Фильяте. В 2010 году (ΦΕΚ 87Α) по программе «Калликратис» к общине присоединена упразднённая община Сайяда.